# Менделеевское сельское поселение
Менделеевское се́льское поселе́ние — муниципальное образование в Карагайском районе Пермского края Российской Федерации.
Административный центр — железнодорожная станция Менделеево.

## История
Статус и границы сельского поселения установлены Законом Пермской области от 1 декабря 2004 года № 1876—406 «Об утверждении границ и о наделении статусом муниципальных образований Карагайского района Пермского края»
26 декабря 2013 года Законом Пермского края населённый пункт Площадка 1358-й км был передан из Менделеевского сельского поселения в Никольское сельское поселение

## Население
| 2010  | 2012  | 2013  | 2014  | 2015  | 2016  | 2017  |
| ----- | ----- | ----- | ----- | ----- | ----- | ----- |
| 6017  | ↗6056 | ↘5913 | ↘5835 | ↘5776 | ↘5714 | ↗5746 |
| 2018  | 2019  | 2020  |       |       |       |       |
| ↘5745 | ↘5714 | ↘5670 |       |       |       |       |

## Состав сельского поселения
| №  | Населённый пункт | Тип населённого пункта                          | Население |
| -- | ---------------- | ----------------------------------------------- | --------- |
| 1  | Азово            | деревня                                         | 152       |
| 2  | Богданово        | деревня                                         | 17        |
| 3  | Волеги           | деревня                                         | 14        |
| 4  | Кадилово         | деревня                                         | 226       |
| 5  | Киршино          | деревня                                         | 7         |
| 6  | Кузьмино         | деревня                                         | 98        |
| 7  | Менделеево       | железнодорожная станция, административный центр | ↘3115     |
| 8  | Оськино          | деревня                                         | 40        |
| 9  | Пашково          | деревня                                         | 9         |
| 10 | Петухи           | деревня                                         | 8         |
| 11 | Савино           | деревня                                         | ↗2121     |
| 12 | Турпаново        | деревня                                         | 21        |
| 13 | Узлос            | посёлок                                         | 15        |
| 14 | Харичи           | деревня                                         | 147       |